# Last Epoch
Last Epoch — компьютерная игра в жанре hack and slash и action/RPG, разработанная компанией Eleventh Hour Games. Её релиз состоялся 21 февраля 2024 года.

## Разработка
Студия Eleventh Hour Games начала разработку игры в 2017 году. В апреле 2018 года вышла первая демоверсия игры. Год спустя в Steam Early Access вышла бета-версия.
Релиз игры несколько раз переносился. В октябре 2023 года было объявлено, что релиз полной версии игры состоится 21 февраля 2024 года.

## Игровой мир
Действие игры происходит в вымышленном мире Этерра (Eterra) в нескольких временных эпохах. Доступны пять игровых персонажей с собственными деревьями навыков.

## Восприятие
| Русскоязычные издания | Русскоязычные издания |
| Издание               | Оценка                |
| --------------------- | --------------------- |
| StopGame.ru           | Похвально             |

На сайте-агрегаторе рецензий Metacritic Last Epoch получила преимущественно положительные отзывы — рейтинг игры составляет 75 баллов из 100 возможных на основании 14 обзоров.